# Đakovići (Čajniče, BiH)
Đakovići su naseljeno mjesto u općini Čajniču, Republika Srpska, BiH. Nalazi se blizu granice s Crnom Gorom, kod ušća Hasovića potoka i Banićke rijeke u rječicu Radojnu.
Godine 1985. uvećani su pripajanjem naselja Velikih Banića (Sl.list SRBiH 24/85). Postoji još jedno naselje u općini Čajniču koje se zove Đakovići, ali radi razlikovanja naziva ih se Đakovići na Batovci. Pripadaju pošti Miljenom.

## Stanovništvo
| Narod     | Popis 1961. | Popis 1971. | Popis 1981. | Popis 1991. |
| --------- | ----------- | ----------- | ----------- | ----------- |
| Hrvati    |             |             |             |             |
| Muslimani | 313         | 271         | 189         | 124         |
| Srbi      | 17          | 8           | 3           | 109         |
| ostali    | 4           | 1           |             |             |
| Ukupno    | 334         | 280         | 192         | 233         |